# Rio Trieux
O rio Trieux é um rio no departamento de Côtes-d'Armor França. Nasce em Kerpert e desagua no Canal da Mancha, entre Kermouster e Loguivy-de-la-Mer. Tem 72 km de comprimento.
Ao longo do seu percurso, o rio Trieux atravessa as seguintes comunas de Côtes-d'Armor:: Kerpert (nascente), Saint-Connan, Plésidy, Senven-Léhart, Saint-Fiacre, Saint-Péver, Saint-Adrien, Ploumagoar, Coadout, Grâces, Guingamp, Plouisy, Pabu, Trégonneau, Pommerit-le-Vicomte, Squiffiec, Saint-Clet, Plouëc-du-Trieux, Pontrieux, Ploëzal, Quemper-Guézennec, Pleudaniel, Plourivo, Paimpol, Lézardrieux e Ploubazlanec (foz).